# Football Club de Nantes 1976-1977
Questa voce raccoglie le informazioni riguardanti il Football Club de Nantes nelle competizioni ufficiali della stagione 1976-1977.

## Stagione
Nel corso del girone di andata il Nantes lottò per il primo posto assieme all'Olympique Lione e al Bastia; la vittoria nello scontro diretto contro i Turchini e il calo dei Gones nella seconda metà del campionato lanciarono i Canaris verso il loro quarto titolo nazionale, ottenuto con quattro giornate di anticipo.
In Coppa di Francia il Nantes raggiunse le semifinali, eliminando squadre di prima divisione come il Troyes AF e soprattutto il Lens, che concluse il campionato alle spalle dei Canaris. Opposti al Saint-Étienne, i Canaris vanificarono la vittoria per 3-1 all'andata rimediando una pesante sconfitta esterna, uscendo dalla competizione nazionale.

## Maglie e sponsor
Lo sponsor tecnico per la stagione 1976-1977 è Adidas, mentre lo sponsor ufficiale è Europe 1.
| Manica sinistra · Manica sinistra · Maglietta · Maglietta · Manica destra · Manica destra · Pantaloncini · Pantaloncini · Calzettoni · Calzettoni |

## Rosa
| N. |                      | Ruolo | Calciatore                 |
| -- | -------------------- | ----- | -------------------------- |
|    | Francia (bandiera)   | P     | Jean-Paul Bertrand-Demanes |
|    | Francia (bandiera)   | P     | Jean-Marc Desrousseaux     |
|    | Argentina (bandiera) | D     | Ángel Bargas               |
|    | Francia (bandiera)   | D     | Michel Bibard              |
|    | Francia (bandiera)   | D     | Maxime Bossis              |
|    | Francia (bandiera)   | D     | Raynald Denoueix           |
|    | Francia (bandiera)   | D     | Jean-Claude Osman          |
|    | Francia (bandiera)   | D     | Patrice Rio                |
|    | Francia (bandiera)   | D     | Bruno Steck                |
|    | Francia (bandiera)   | C     | Henri Michel (capitano)    |
|    | Argentina (bandiera) | C     | Oscar Muller               |

| N. |                    | Ruolo | Calciatore           |
| -- | ------------------ | ----- | -------------------- |
|    | Francia (bandiera) | C     | Gilles Rampillon     |
|    | Francia (bandiera) | C     | Omar Sahnoun         |
|    | Francia (bandiera) | C     | Thierry Tusseau      |
|    | Francia (bandiera) | C     | Georges Van Straelen |
|    | Francia (bandiera) | C     | Bernard Vendrely     |
|    | Francia (bandiera) | A     | Loïc Amisse          |
|    | Francia (bandiera) | A     | Bruno Baronchelli    |
|    | Polonia (bandiera) | A     | Robert Gadocha       |
|    | Francia (bandiera) | A     | Guy Lacombe          |
|    | Francia (bandiera) | A     | Éric Pécout          |
|    | Francia (bandiera) | A     | Yves Triantafyllos   |

## Calciomercato

### Sessione estiva
| Acquisti | Acquisti      | Acquisti   | Acquisti   |
| R.       | Nome          | da         | Modalità   |
| -------- | ------------- | ---------- | ---------- |
| D        | Michel Bibard | Nantes 2   | definitivo |
| D        | Bruno Steck   | Nantes 2   | definitivo |
| C        | Oscar Muller  | Nantes 2   | definitivo |
| A        | Guy Lacombe   | Albigeoise | definitivo |

| Cessioni | Cessioni         | Cessioni | Cessioni   |
| R.       | Nome             | a        | Modalità   |
| -------- | ---------------- | -------- | ---------- |
| P        | René Donoyan     | Nantes 2 | definitivo |
| A        | Denis Mérigot    | Lorient  | prestito   |
| A        | Jean-Louis Bassi | Nantes 2 | definitivo |

## Statistiche

### Andamento in campionato
| Giornata  | 1 | 2 | 3 | 4 | 5 | 6 | 7 | 8 | 9 | 10 | 11 | 12 | 13 | 14 | 15 | 16 | 17 | 18 | 19 | 20 | 21 | 22 | 23 | 24 | 25 | 26 | 27 | 28 | 29 | 30 | 31 | 32 | 33 | 34 | 35 | 36 | 37 | 38 |
| --------- | - | - | - | - | - | - | - | - | - | -- | -- | -- | -- | -- | -- | -- | -- | -- | -- | -- | -- | -- | -- | -- | -- | -- | -- | -- | -- | -- | -- | -- | -- | -- | -- | -- | -- | -- |
| Luogo     | T | C | T | C | T | C | T | C | T | C  | T  | C  | T  | C  | T  | C  | T  | T  | C  | T  | C  | T  | C  | T  | C  | T  | C  | T  | C  | T  | C  | T  | C  | T  | C  | C  | T  | C  |
| Risultato | V | V | P | V | V | V | P | V | V | N  | P  | N  | N  | V  | V  | V  | P  | P  | V  | N  | V  | V  | V  | N  | V  | P  | V  | V  | V  | V  | V  | V  | V  | V  | N  | V  | N  | V  |
| Posizione | 4 | 1 | 6 | 3 | 2 | 2 | 4 | 1 | 1 | 1  | 2  | 2  | 3  | 3  | 2  | 2  | 1  | 2  | 1  | 1  | 1  | 1  | 1  | 1  | 1  | 1  | 1  | 1  | 1  | 1  | 1  | 1  | 1  | 1  | 1  | 1  | 1  | 1  |

Fonte:  France » Ligue 1 1976/1977 » Schedule, su worldfootball.net.
Legenda:

Luogo: C = Casa; T = Trasferta. Risultato: V = Vittoria; N = Pareggio; P = Sconfitta.